# Лин (окръг, Айова)
Вижте пояснителната страница за други значения на Лин.
Окръг Лин (на английски: Linn County) е окръг в щата Айова, Съединени американски щати. Площта му е 1878 km², а населението - 201 853 души. Административен център е град Сидър Рапидс.